# Schleinitzia insularum
Schleinitzia insularum là một loài thực vật có hoa trong họ Đậu. Loài này được (Guill.) Burkart miêu tả khoa học đầu tiên.